# Лична
Ли́чна (рос. Лычная) — присілок у складі Тарногського району Вологодської області, Росія. Входить до складу Тарногського сільського поселення.

## Населення
Населення — 4 особи (2010; 6 у 2002).
Національний склад (станом на 2002 рік):
- росіяни — 100 %